# قوژد (کاشمر)
قوژد نام روستایی تاریخی از توابع بخش مرکزی شهرستان کاشمر در استان خراسان رضوی است. قوژد بزرگ‌ترین و پرجمعیت‌ترین و نزدیک‌ترین روستای کاشمر است. این روستا در دهستان بالا ولایت قرار دارد و برپایه سرشماری سال ۱۳۹۵ جمعیت آن ۴٬۶۵۰ نفر و ۱٬۲۸۱ خانوار است.

## سابقه تاریخی
از آثار و بقایای به‌جامانده مشخص می‌شود که روستای قوژد قدمتی چندهزار ساله دارد. در برخی کتب تاریخی نیز به قوژد اشاره شده است که از جمله می‌توان از کتاب اشرف التواریخ نام برد که وقایع زمان حکومت محمد ولی میرزا حاکم خراسان (فرزند سوم فتحعلی شاه قاجار) در آن ذکر شده است. در بخشی از کتاب آمده است: محمد اسحاق خان نیز با جمعیت خود روانه ترشیز شده با سردار متلاقی و در تصرف قلعه جات متعلقه و تضییق محاصره آن قلعه پرداخته اول وهله قلعه قوژد که از جمله قلاع مستحکمه ترشیز و محل استظهار آن طایفه و مشحون از مردان کاری و دلیران خونریز بود به نیروی بخت بلند و طالع ارجمند شهزاده فیروزمند مفتوح و مسخر گردید… (اشرف التواریخ، محمد تقی نوری، صفحه ۱۵۵) و نیز در کتاب تاریخ علمای خراسان نوشته عبدالرحمان بن نصرالله مدرس شیرازی نام دو تن از علمای قوژد نقل شده است.

## آثار تاریخی
- گورستان دشت طلاآباد در دو کیلومتری جنوب قوژد مربوط به هزاره یکم پیش از میلاد
- بقایای شهر سفید از دوران اسلامی در جنوب‌شرقی قوژد
- بقایای قلعه ریگ از دوران سلجوقیان در دو کیلومتری جنوب قوژد
- آسیاب‌های آبی طلاآباد مربوط به اواخر دوره صفویه در تپه‌های جنوب قوژد
- آرامگاه محمد صالح ترشیزی (وفات ۱۱۶۰هجری قمری) و محمد جعفر ترشیزی (وفات ۱۲۴۴ هجری قمری) در جوار مزار پیر قوژد از دوره افشاریه
- آب‌انبار قدیمی قوژد مربوط به دوره قاجاریه
- پل قوژد (رودخانه قوژد) واقع در جادهٔ کاشمر به قوژد

## بزرگان
علمای بزرگان زیادی در روستای قوژد زندگی می‌کرده‌اند ازجمله می‌توان از «محمد صالح ترشیزی» متوفی ۱۱۶۵ هجری و مدفون در جوار مزار پیر قوژد (کتاب ترشیز / ایرج سعادتمند صفحه ۱۴۸) و (تاریخ علمای خراسان - عبدالرحمان بن نصرالله مدرس شیرازی)/ و «شیخ محمد جعفر ترشیزی» فقیه و مجتهد متوفی ۱۲۴۴ هجری و مدفون در جوار مزار پیر قوژد و از شاگردان شیخ جعفر کاشف‌الغطاء یکی از بزرگ‌ترین علما و مراجع اوایل سده سیزدهم هجری در جهان تشیع نام برد. هنگامی که شیخ جعفر کاشف الغطاء به دیار ترشیز آمد در منزل محمد جعفر ترشیزی رحل اقامت انداخت و بسیار در تصدیق و توثیقش بکوشید و این معنی سبب زیادتی اعتماد مردم گردید. (تاریخ کاشمر / محمد رضا خسروی / ۱۳۷۲) و (تاریخ علمای خراسان -عبدالرحمان بن نصرالله مدرس شیرازی صفحه ۷۵). محمد خزاعی (زادهٔ ۲۳ فروردین ۱۳۳۲ در کاشمر) سیاست‌مدار، دیپلمات و مدرس دانشگاه ایرانی است که در فاصله سال‌های ۱۳۸۶ تا ۱۳۹۲ سفیر و نماینده ایران در سازمان ملل بود و هم‌اکنون به‌عنوان استاد دانشکده اقتصاد علامه طباطبایی فعالیت می‌کند. محمدعلی عربی (زاده ۲۹ مهر ۱۳۳۲، فوت ۶ دی ۱۳۸۹ در کاشمر) نماینده دور دوم مجلس شورای اسلامی و رئیس و استاد حوزه علمیه حاج سلطان العلماء و حوزه علمیه حاج شیخ کاشمر بود.

## اقتصاد
- قوژد بزرگ‌ترین تولیدکننده آجر در منطقه و استان‌های خراسان و حتی ایران است که تولیدات آن به کشورهای افغانستان، پاکستان و کشورهای آسیای میانه نیز صادر می‌شود.[نیازمند منبع]
- مهم‌ترین محصولات کشاورزی: زعفران، انگور، کشمش، غلات، انار، گلابی، هلو، انجیر، خربزه، هندوانه، طالبی، خیار، سیب و غیره است.[نیازمند منبع]

## نگارخانه

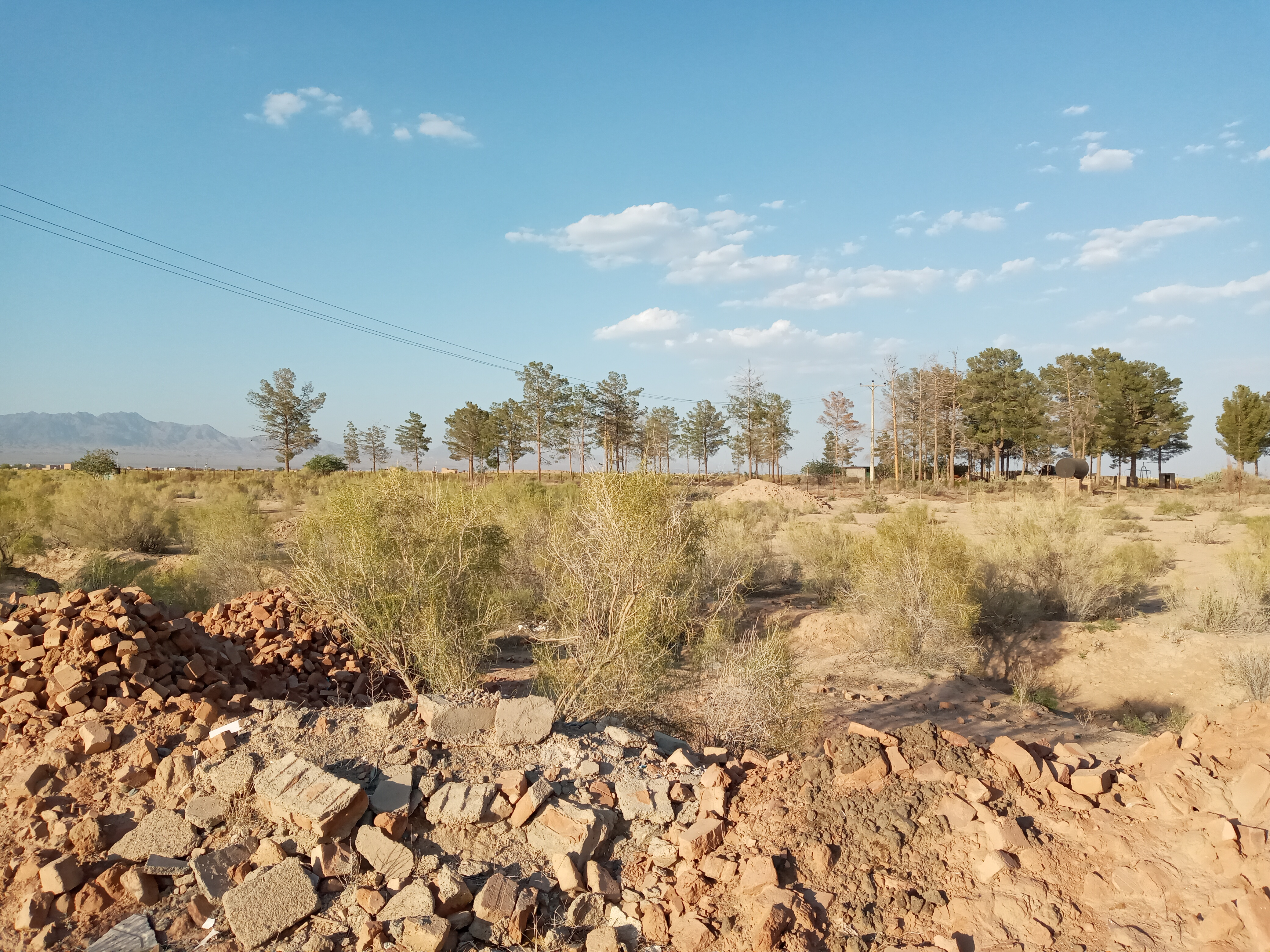
جنگل قوژد
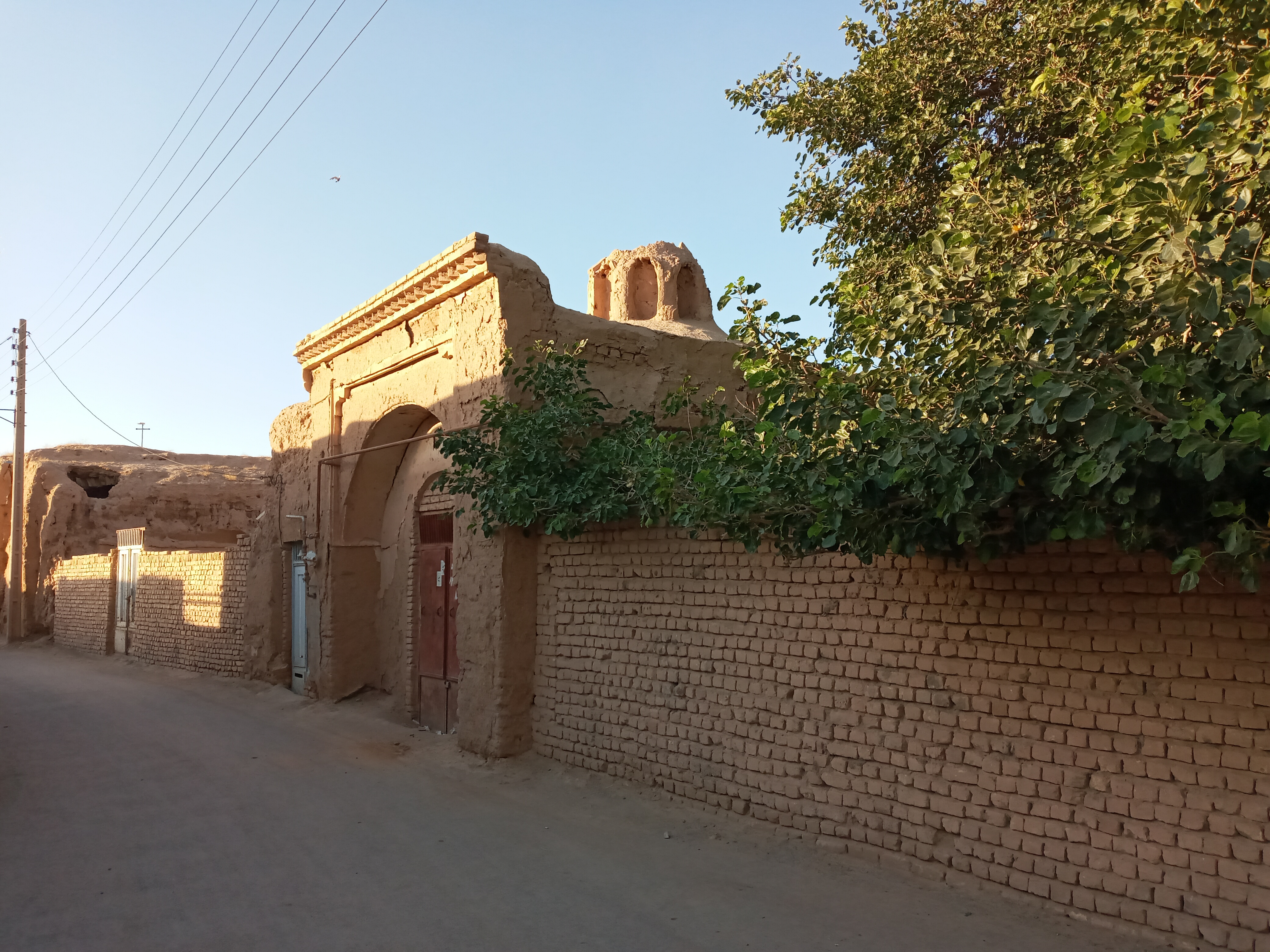
عمارت آقا محمد خان نخعی
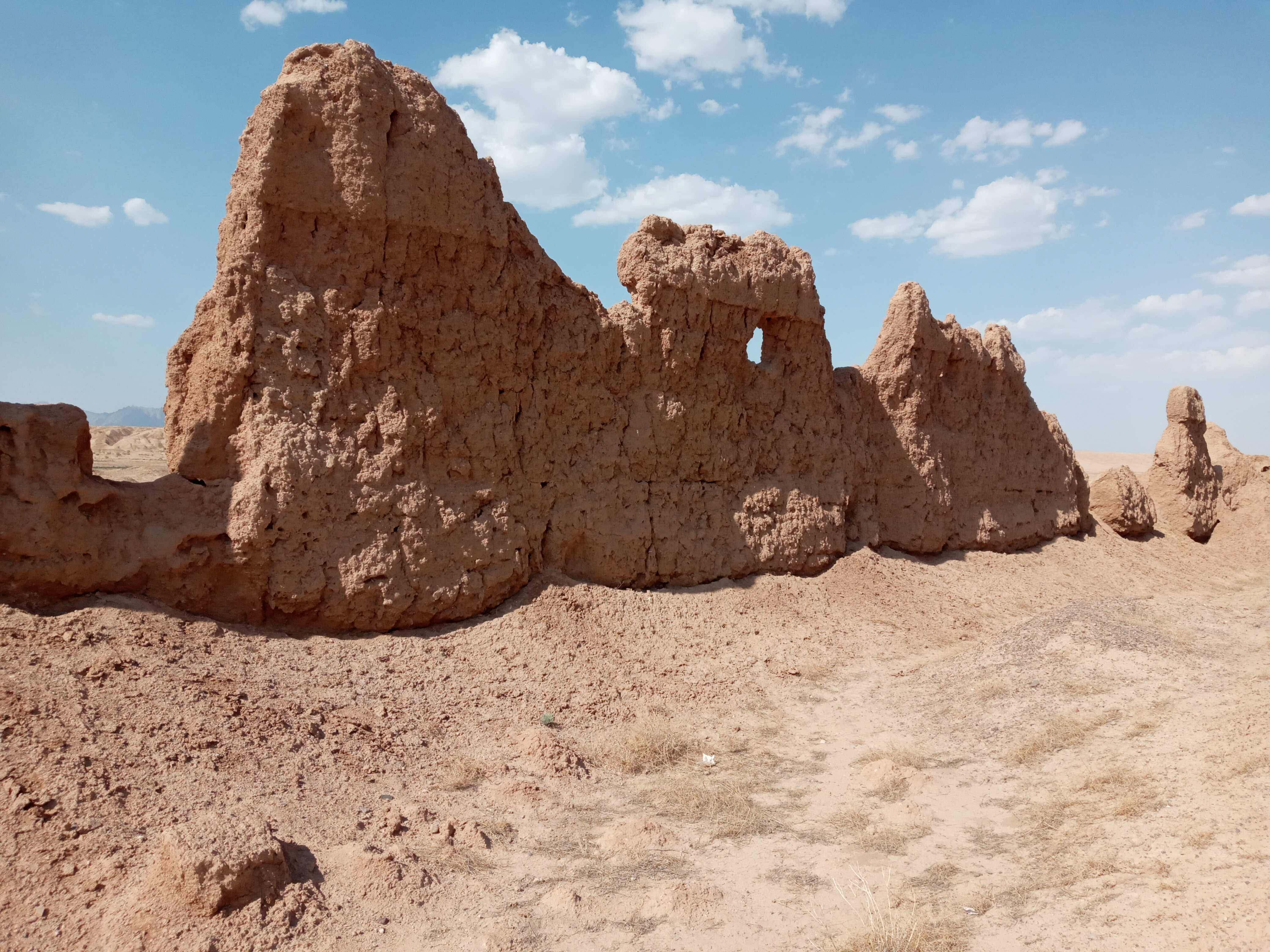
قلعه ریگ
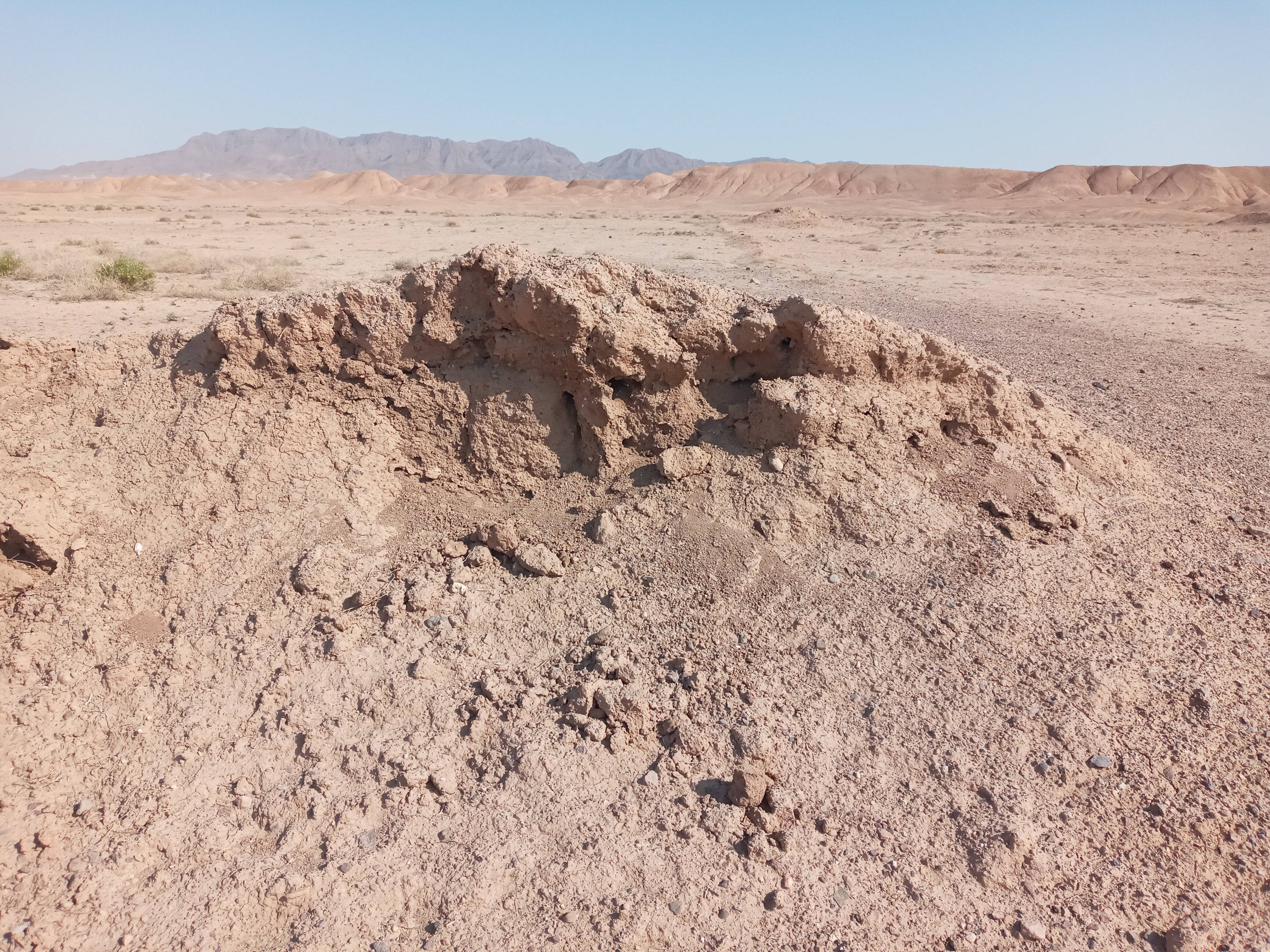
گورستان دشت طلاآباد
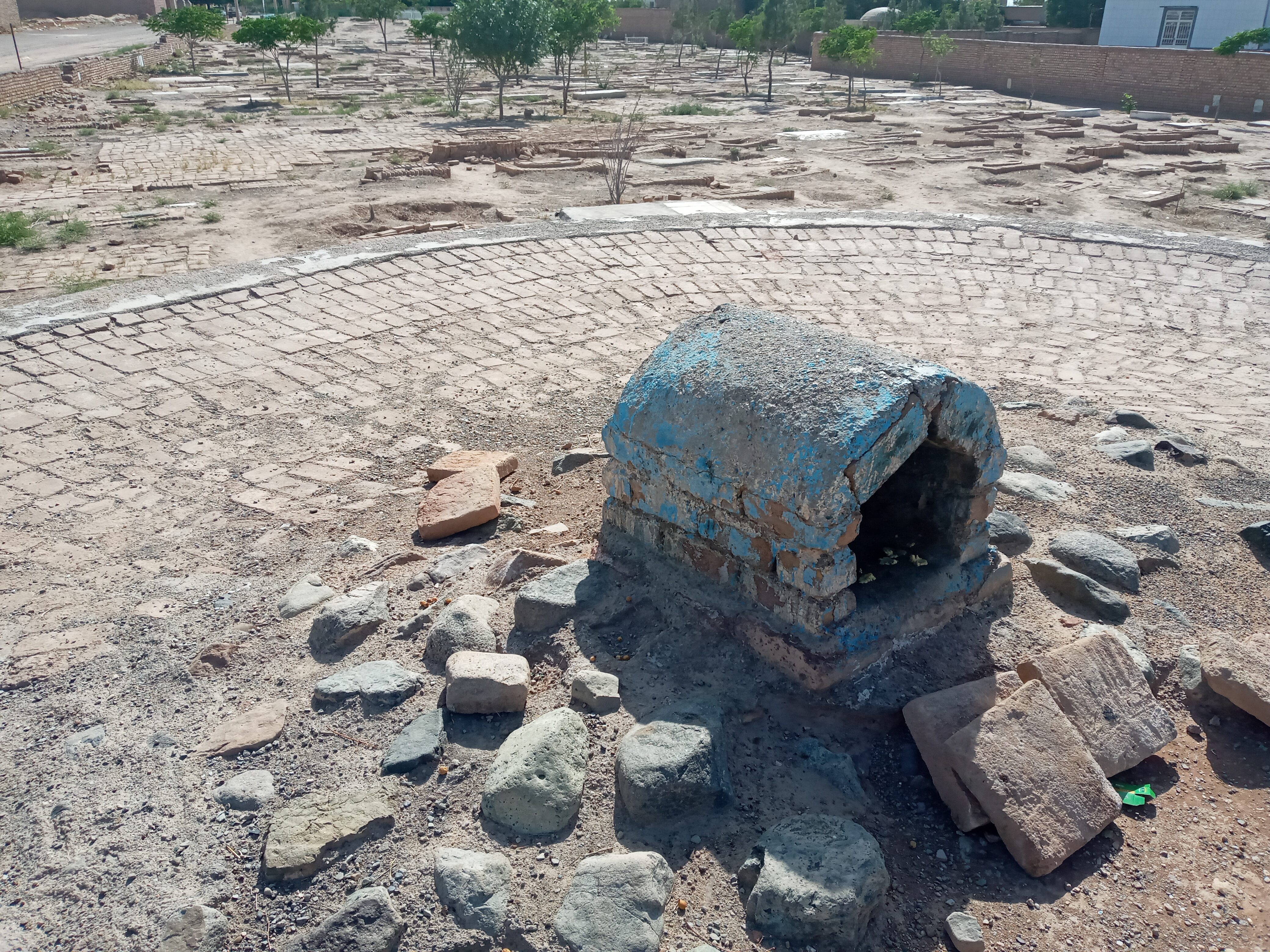
مزار پیر قوژد
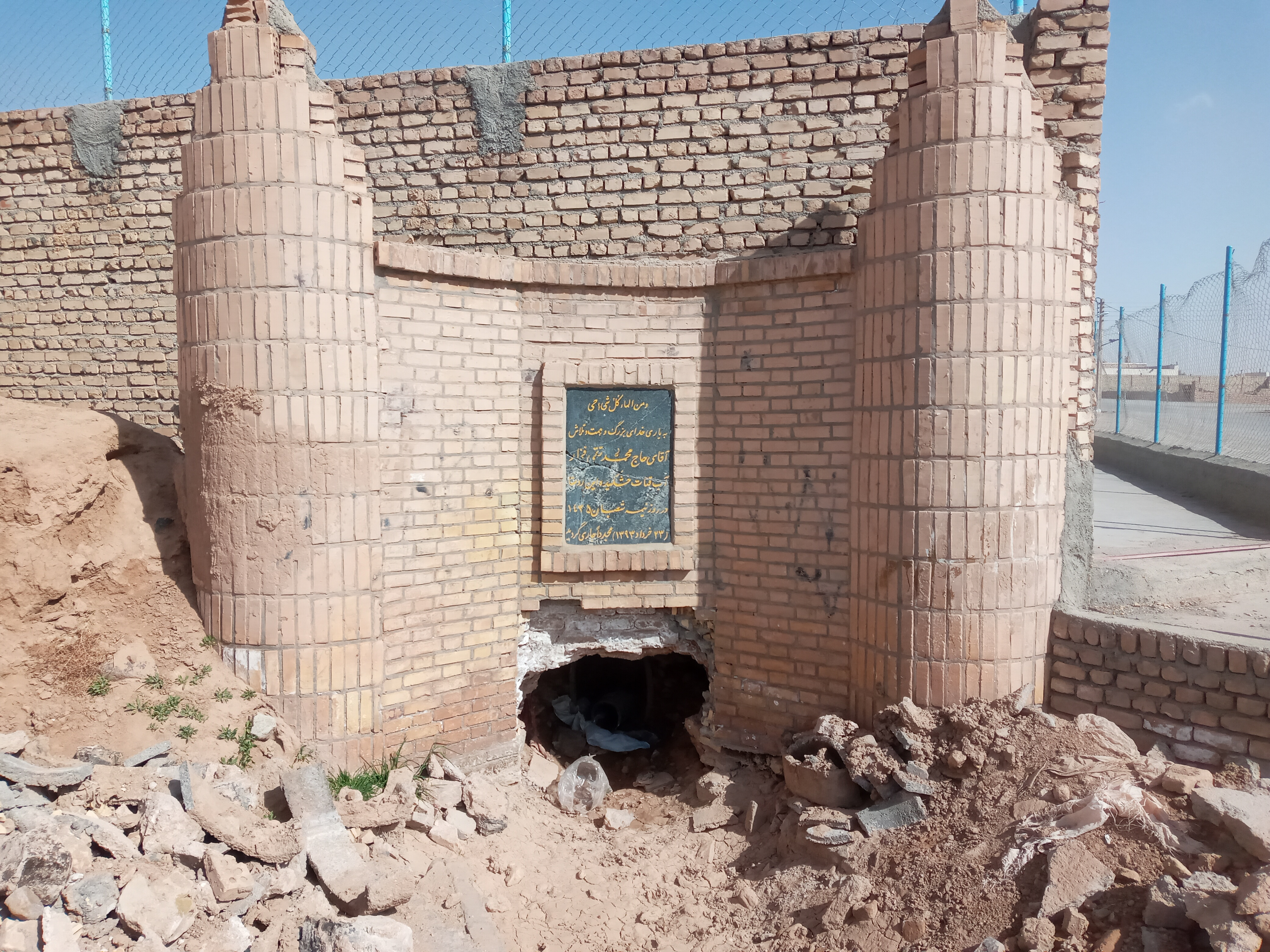
قنات قوژد
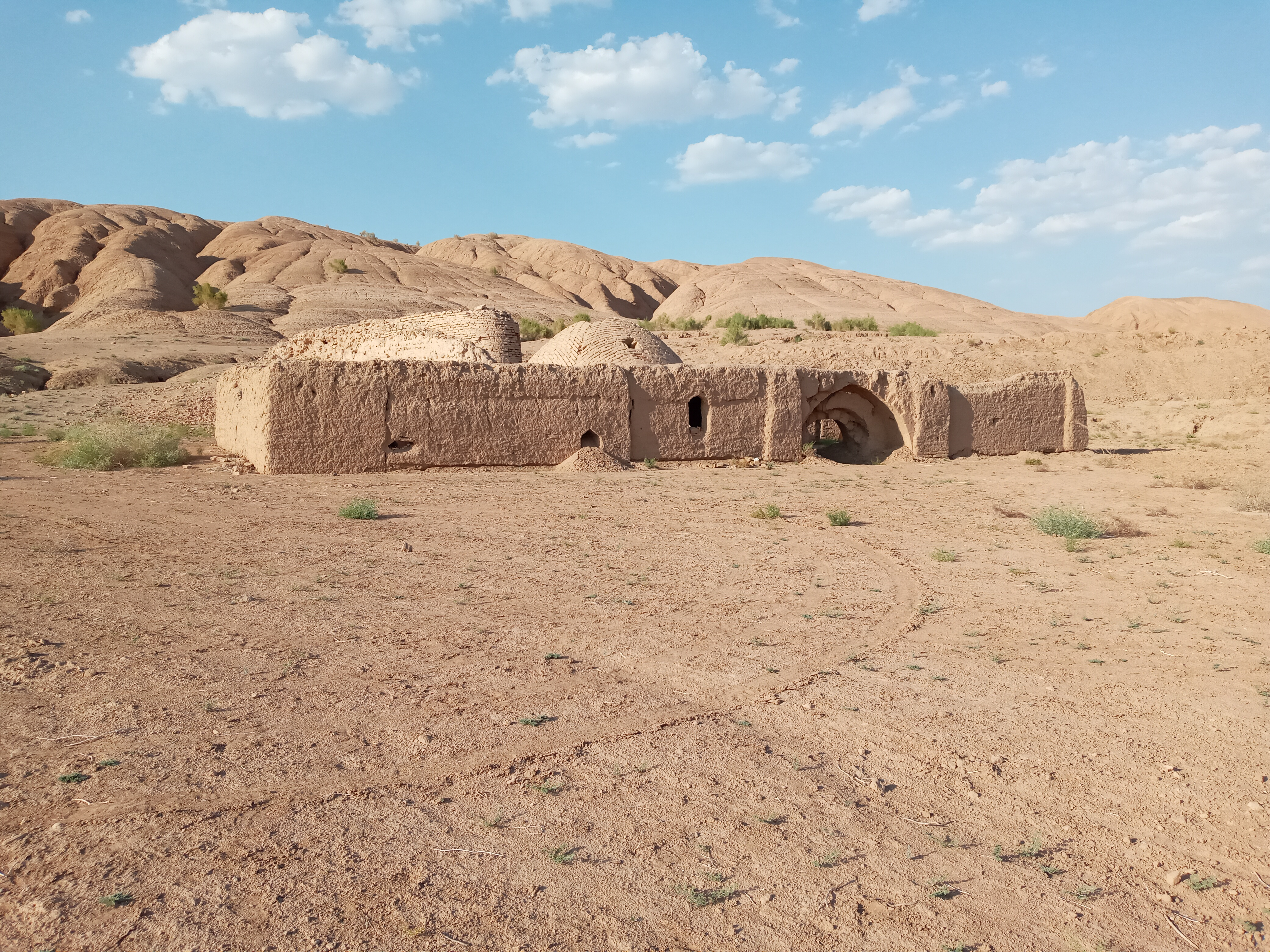
آسیاب‌های آبی طلاآباد
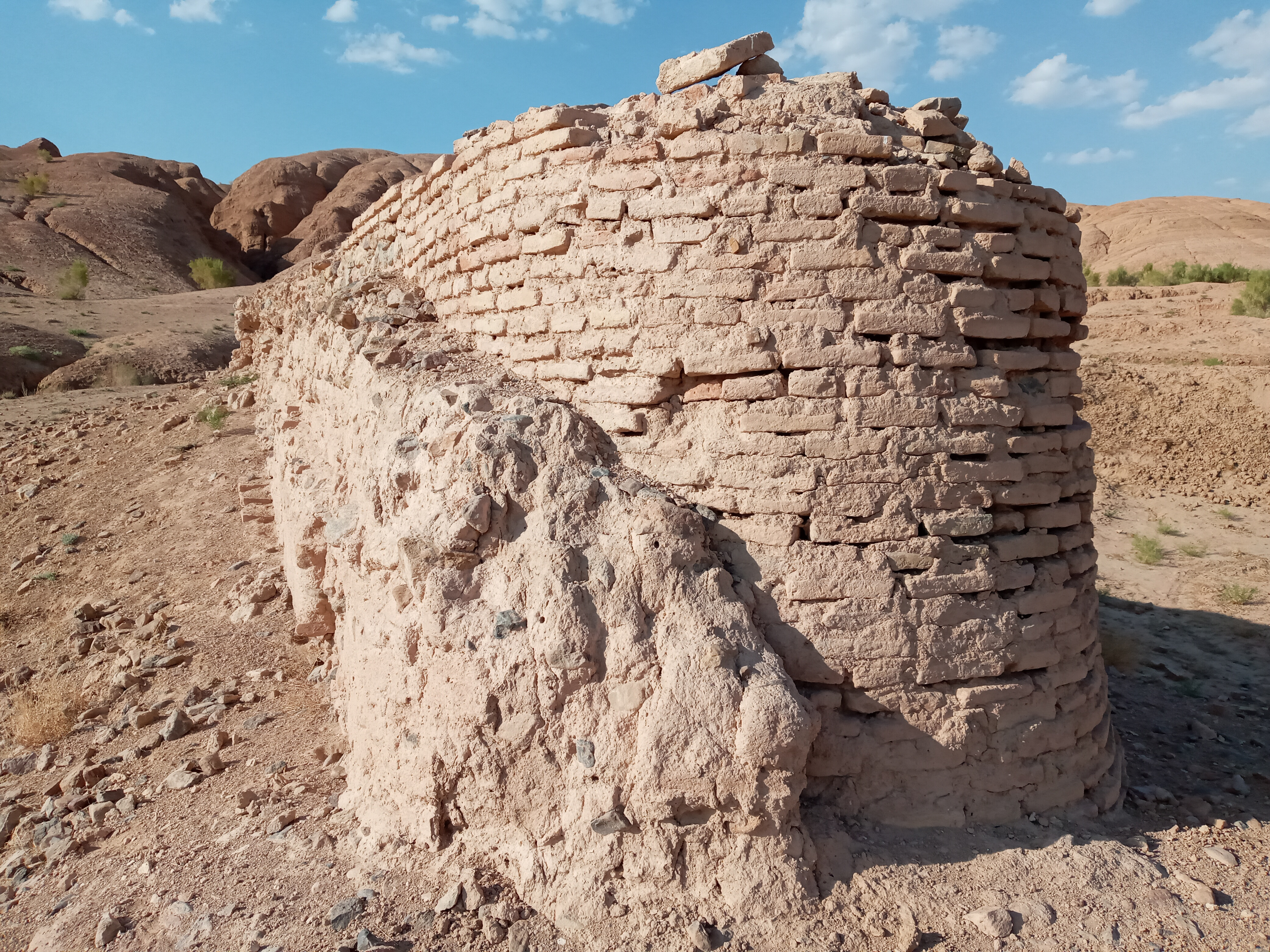
آسیاب‌های آبی طلاآباد
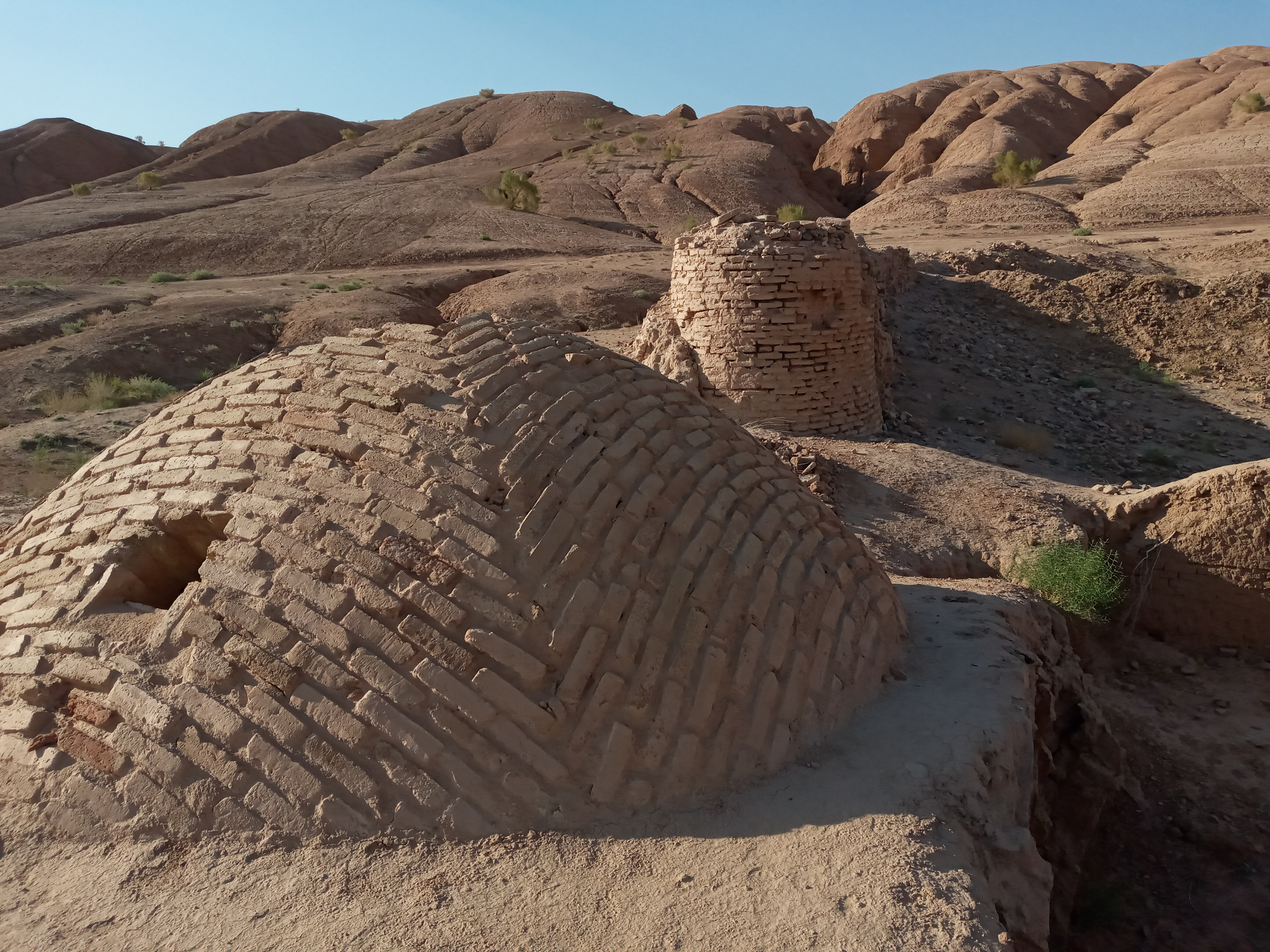
آسیاب‌های آبی طلاآباد
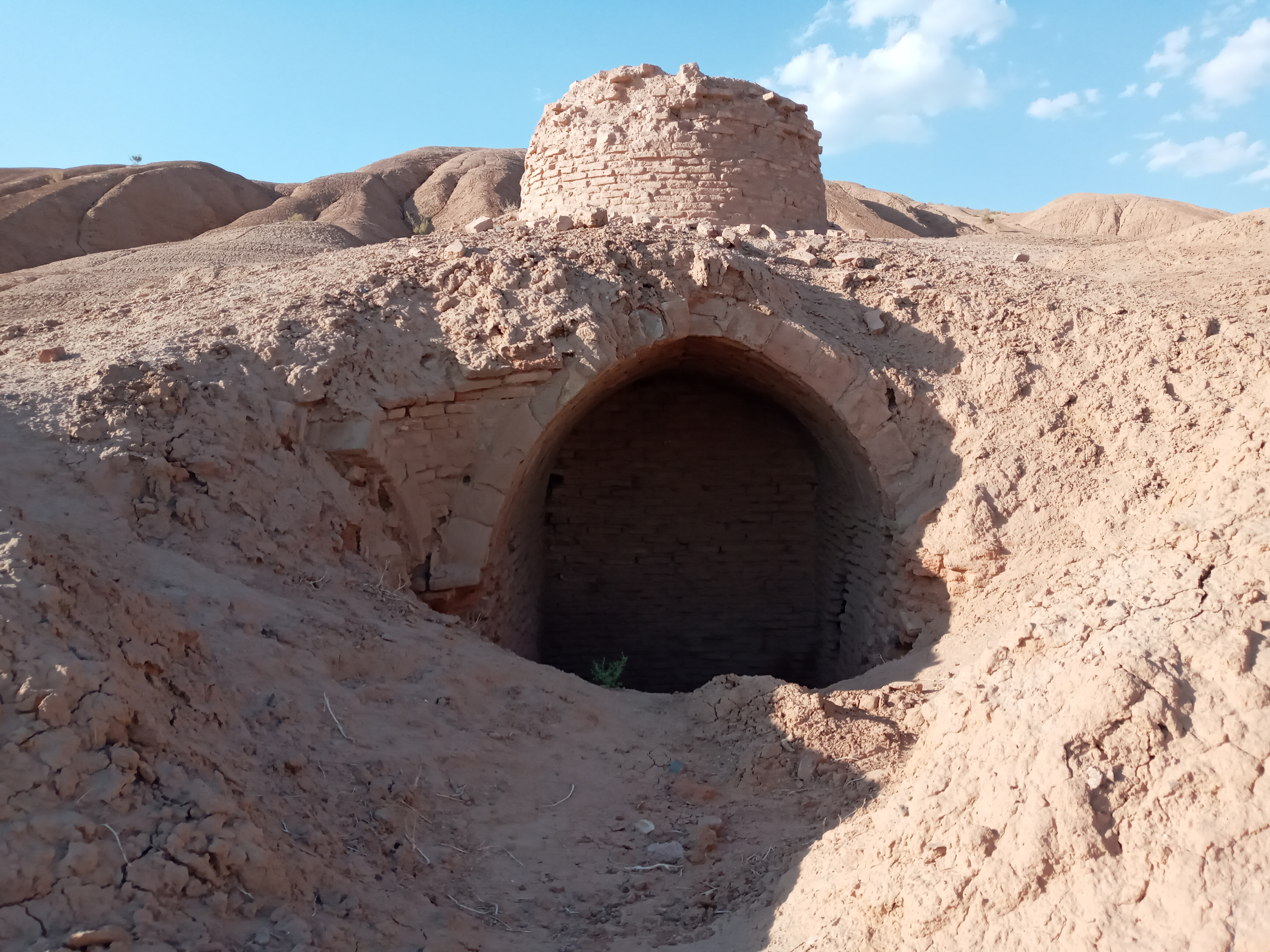
آسیاب‌های آبی طلاآباد
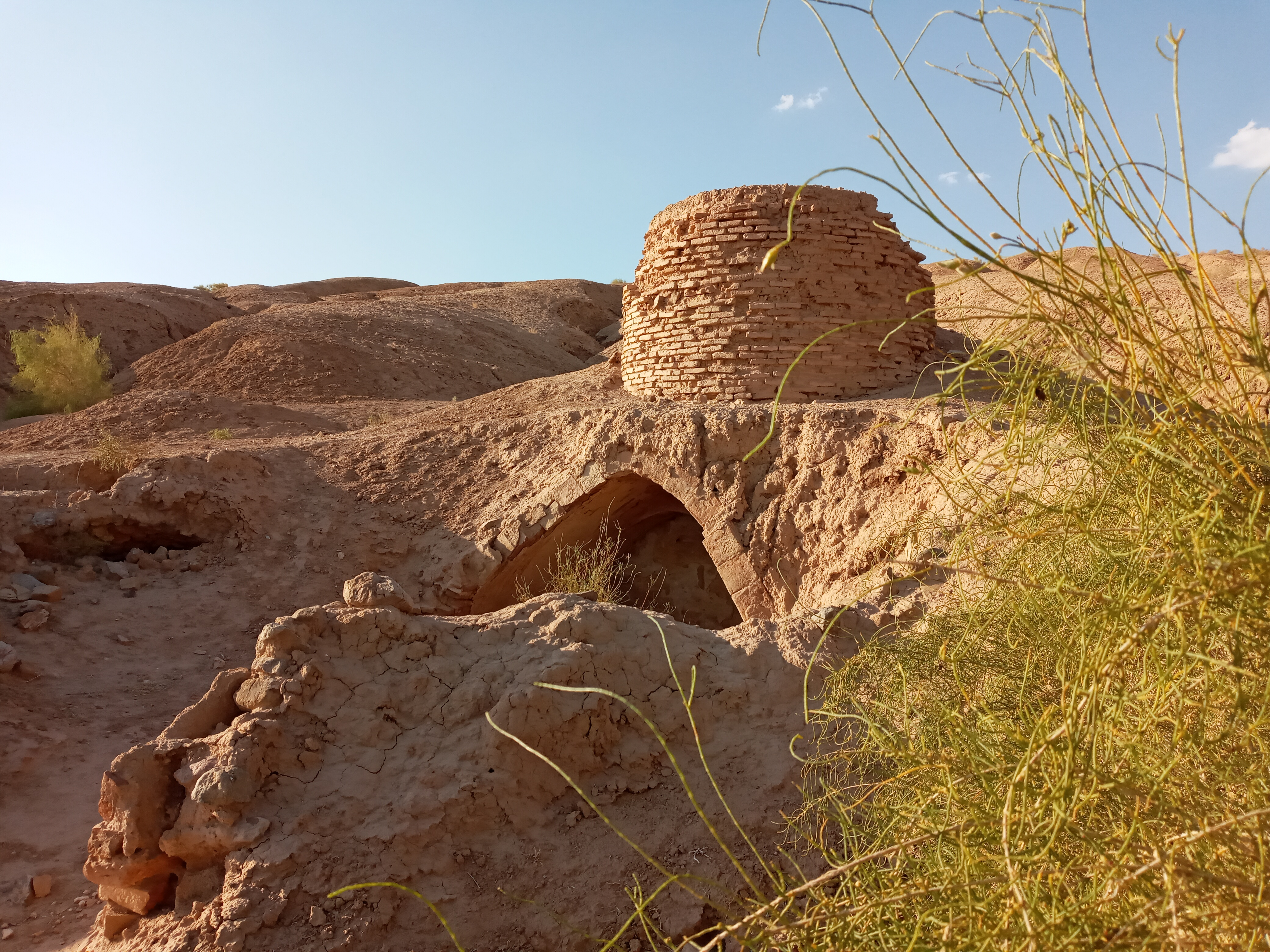
آسیاب‌های آبی طلاآباد
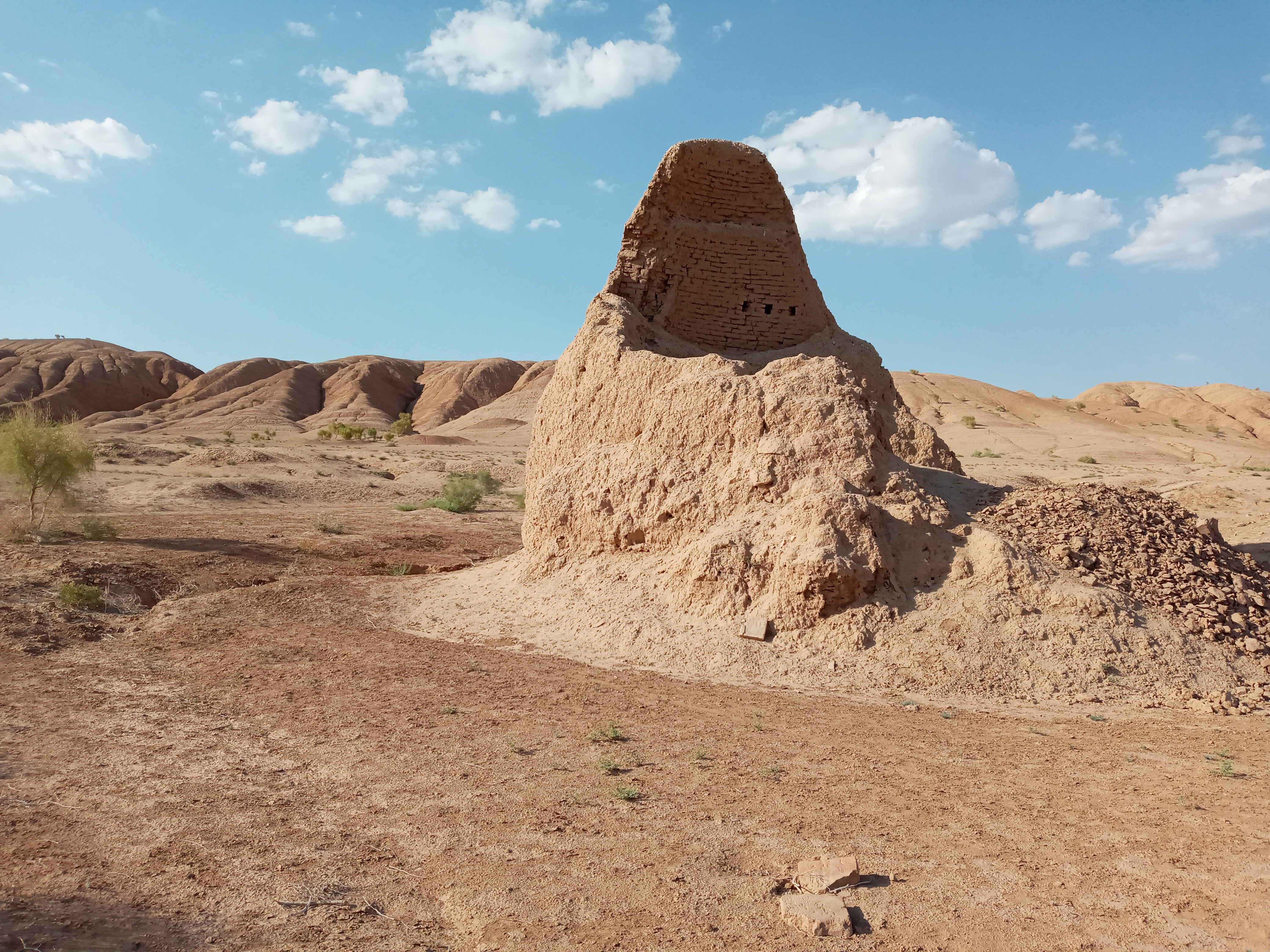
آسیاب‌های آبی طلاآباد